# Развој светског рекорда на 200 метара за жене
Први светски рекорд на 200 метара у атлетици за жене признат је од ИААФ (International Association of Athletics Federations – Међународна атлетска федерација), 1922. године. Први рекорди су мерени ручно (штоперицом).
Од 1975, ИААФ прихватала је резултате мерене ручно и елекронским путем за дисциплине трчања на 100, 200 и 400 метара. Од 1. јануара, 1977, ИААФ за ове дисцилине прзнаје само резултате мерене електронским путем и приказаном времену на стотинке секунде.
Да данас (2014) ИААФ је ратификовала 26 светских рекорда у женској конкуренцији.

## Рекорди мерени ручно 1922–36. 1951–76.
| Време | Ветар | Елекронски | Атлетичарка            | Земља            | Место                        | Датум               |
| ----- | ----- | ---------- | ---------------------- | ---------------- | ---------------------------- | ------------------- |
| 27,8+ |       |            | Алис Каст              | Велика Британија | Париз, Француска             | 20. август 1922.    |
| 26,8у |       |            | Мери Лајн              | Велика Британија | Waddon, Уједињено Краљевство | 23. септембар 1922. |
| 26,2у |       |            | Ајлин Едвардс          | Велика Британија | Лондон, Уједињено Краљевство | 20. август, 1924.   |
| 26,0  |       |            | Ајлин Едвардс          | Велика Британија | Париз, Француска             | 3. октобар 1926.    |
| 25,4  |       |            | Ајлин Едвардс          | Велика Британија | Нерлин, Немачка              | 12. јун 1927.       |
| 24,6  |       |            | Толинен Схирман        | Холандија        | Брисел, Белгија              | 13. август 1933.    |
| 23,6  |       |            | Станислава Валасијевич | Пољска           | Варшава, Пољска              | 4. август 1935.     |
| 23,6  |       | 23,73      | Марџори Џексон         | Аустралија       | Хелсинки, Финска             | 25. јул 1952.       |
| 23,4  |       | 23.59      | Марџори Џексон         | Аустралија       | Хелсинки, Финска             | 25. јул 1952.       |
| 23.2  |       |            | Бети Катберт           | Аустралија       | Сиднеј, Аустралија           | 16. септембар 1956. |
| 23.2y |       |            | Бети Катберт           | Аустралија       | Хобарт, Тасманија            | 7. март 1960.       |
| 22.9  | 1.4   |            | Вилма Рудолф           | Сједињене Државе | Корпус Кристи, САД           | July 9, 1960        |
| 22.9y | 0.0   |            | Маргарет Бурвил        | Аустралија       | Перт, Аустралија             | 22. фебруар 1964.   |
| 22,7  | 0,8   |            | Ирена Шевињска         | Пољска           | Варшава, Пољска              | 8. август, 1965.    |
| 22,5A | 2,0   | 22,58A     | Ирена Шевињска         | Пољска           | Мексико Сити, Мексико        | 18. октобар 1968    |
| 22,4  | 0,8   | 22,62      | Chi Cheng              | Република Кина   | Минхен, Западна Немачка      | 12. јул 1970        |
| 22,4  | 1,1   | 22,40      | Ренате Штехер          | Источна Немачка  | Минхен, Западна Немачка      | 7. септембар 1972.  |
| 22,1  | 1,6   | 22,38      | Ренате Штехер          | Источна Немачка  | Дрезден, Источна Немачка     | 21. јул, 1973.      |
| 22,1  | 1,9   | 22,21      | Ирена Шевињска         | Пољска           | Потсдам, Источна Немачка     | 13. јун 1974.       |

+ Резултат постигнут као пролазно време трке на дужој дистанци

## Рекорди од 1977. (обавезно електонско мерење)
Рекорд Ирене Шевињске 22,21 из 1974. Био је најбољи резултат на 200 метара у то време, па нова ера рачунања светских рекорда почиње са њим.
| Време | Ветар | Атлетичарка           | Земља            | Место                            | Датум               | Трајање              |
| ----- | ----- | --------------------- | ---------------- | -------------------------------- | ------------------- | -------------------- |
| 22,21 | 1,9   | Ирена Шевињска        | Пољска           | Потсдам, Источна Немачка         | 13. јун 1974.       | 3 године и 349 дана  |
| 22,06 | 1,2   | Марита Кох            | Источна Немачка  | Ерфурт, Источна Немачка          | 28. мај 1978.       | 1 година и 6 дана    |
| 22,02 | -1,4  | Марита Кох            | Источна Немачка  | Лајпциг, Источна Немачка         | 3. јун 1979.        | 7 дана               |
| 21,71 | 0,7   | Марита Кох            | Источна Немачка  | Карл Маркс Штат, Источна Немачка | 10. јун 1979.       | 5 година и 41 дан    |
| 21,71 | 0,3   | Марита Кох            | Источна Немачка  | Потсдам, Источна Немачка         | 21. јул 1984.       | 1 година и 343 дана  |
| 21,71 | 1,9   | Хајке Дрекслер        | Источна Немачка  | Јена, Источна Немачка            | 29. јун 1986.       | 61 дан               |
| 21,71 | -0,8  | Хајке Дрекслер        | Источна Немачка  | Штутгарт, Источна Немачка        | 29. август 1986.    | 2 године и 31 дан    |
| 21,56 | 1,7   | Флоренс Грифит Џојнер | Сједињене Државе | Сеул, Јужна Кореја               | 29. септембар 1988. |                      |
| 21,34 | 1,2   | Флоренс Грифит Џојнер | Сједињене Државе | Сеул, Јужна Кореја               | 29. септембар 1988. | 36 година и 168 дана |